# ロベルト・ニコラス・フェルナンデス
ロベルト・ニコラス・フェルナンデス・ファグンデス（Roberto Nicolás Fernández Fagundez, 1998年3月2日 - ）は、ウルグアイ・モンテビデオ県モンテビデオ出身のサッカー選手。トルネオ・ウルグアージョ・コパ・コカ・コーラ。CAフェニックス所属。ポジションはMF。

## クラブ経歴
2015年にCAフェニックスのトップチームに昇格。同年シーズンの10月25日のモンテビデオ・ワンダラーズFC戦でプロデビュー。2017年シーズンより先発に定着。2018年5月6日のモンテビデオ・シティ・トルケ戦で、プロ初ゴールを決めた。

## 代表経歴
2015年にU-17のウルグアイ代表として南米U-17選手権に出場。2017年にはU-20代表として南米ユース選手権に出場した。